# UGC 45
UGC 45 es una galaxia espiral localizada en la constelación de Pegaso.